# Hello World (Scandal-album)
A Hello World a Scandal japán pop-rock együttes hatodik stúdióalbuma, amely 2014. december 3-án jelent meg az Epic Records Japan kiadásában. A kiadvánnyal az együttes új irányt vett, a korábbiakkal ellentétben a lemezen szereplő legtöbb dalt teljesen ők szerezték, melyre azért került sor, mivel úgy érezték, hogy bizonyos korábbi, mások által szerzett számaik nem az ő hangjukat képviselik. Az album dalait a korábbiakhoz hasonlóan Kavagucsi Keita, Tanaka Hidenori, Odakura Jú, Siraisi Szatori és Acusi hangszerelte, akiket egy szám erejéig Kameda Szeidzsi is kiegészített.
A lemez első kislemeze a Runners High volt, melyet mivel nem népszerűsítettek, ezért viszonylag gyengén teljesített. A következő, Departure című dalnak ezzel szemben a kereskedelmi és rajongói fogadtatása is kimagasló volt. A Joake no rjúszeigun kereskedelmileg az együttes addigi legsikeresebb kislemeze lett, részben annak köszönhetően, hogy az a Pokémon the Movie XY: Hakai no maju to Diancie animációs film záródala volt. Az album negyedik kislemeze Image címmel jelent meg 2014. november 19-én, ugyanezen napon a Komuro Tecujával közösen írt Place of Life pedig promóciós kislemezként került forgalomba. A lemez mindhárom fő kislemeze jól teljesített a zenekar célközönségén kívül eső, idősebb korosztálynál.
Az album népszerűsítése érdekében Scandal World Tour 2015: Hello World néven megtartották első világ körüli turnéjukat, melyről hasonló címmel dokumentumfilmet is forgattak. A kiadvány bár kereskedelmileg valamelyest elmaradt a korábbi stúdióalbumaiktól, azonban az így is a harmadik helyen mutatkozott be az Oricon heti eladási listáján, ezzel tovább erősítve az együttes rekordját: ők az eladási lista történelmének egyetlen hangszeres lányegyüttese, melynek debütáló nagylemezüktől kezdve hat egymást követő soralbumuk is a legjobb öt között szerepelt.

## Megjelenés és promóció
Az album megjelenéséről először 2014. szeptember 26-án a kínai Baidu Tieba kommunikációs platformon lehetett hallani, viszont ezeket az információkat semmi sem erősítette meg. Az albumot 2014. szeptember 28-án jelentették be hivatalosan az Image című kislemezük és a Scandal World Tour 2015: Hello World elnevezésű világ körüli turnéjuk társaságában. A kiadvány borítóit és számlistáját 2014. október 28-án mutatták be. Az album 2014. december 3-án jelent meg négyféle kiadásban; a rendszeres kiadás csak egy CD-t, a korlátozott példányszámú kiadás a CD mellett egy DVD-t, a teljes gyártási kiadás a CD mellett egy pólót, míg az analóg kiadás a CD anyagát tartalmazza 2 darab 12 hüvelykes vinylen. A DVD-n egy közel egyórás kisfilm van az album készítéséről. A Hello World volt az együttes első stúdióalbuma, amely vinylen is megjelent, korábban csak az első négy nagykiadós kislemezük volt elérhető hanglemezen. A Kitty Records, az együttes menedzsmentje egy egyedi, ötszáz darabszámra korlátozott lemezjátszót is megjelentett az album megjelenésének megünnepléseként. Az összes japán kiadás első nyomott példányaihoz egy sorsjegyet csomagoltak az album lemezbemutatójához, ezek mellett a CD-változathoz a négy típus közül egy véletlenszerű matricát, illetve bizonyos üzletekben egy B2 méretű posztert is mellékeltek, utóbbit mind a négy típushoz. A sorsjeggyel fűtőpárnát, az együttes tagjai által aláírt ébresztőórát, vagy a Scandal Arena Live 2014: Festival koncertfelvételük mozis elővetítésére lehetett jegyet nyerni, ahol a zenekar tagjai is jelen voltak. Az albumhoz a 2013-ban megjelent Standardhoz hasonlóan áruház-exkluzív, az egyes tagokra specializált extrák is jártak; a Tower Records üzleteiben Harunát, az HMV üzleteiben Rinát, a Tsutaya üzleteiben Mamit, a Shinseido üzleteiben Tomomit, míg a Sony Music webáruházában az egész együttest ábrázoló irattartó tasakot csomagoltak az albumhoz. A kiadvány dél-koreai változata hat képeslapot és egy posztert, az európai egy az együttest ábrázoló irattartót és egy képeslapot, míg a thaiföldi egy irattartót is tartalmaz. A korábbiakhoz megszokottan az Epic/Sony Hongkongban, Dél-Koreában, Tajvanon és Thaiföldön is megjelentette a lemezt fizikai formában, utóbbi helyen a BEC-TERO gyártásában és forgalmazásában. Az album a brit JPU Records kiadó jóvoltából 2015. január 19-én fizikai formában is megjelent Európában, így ez lett a zenekar első CD-n is megjelent kiadványa a kontinensen a Temptation Box 2010 novemberi megjelenése után. Az európai lemezes kiadás két bónuszdalt is tartalmaz a Departure és az Image kislemezekről. Az albumot a japán iTunes Store-ra a „Mastered for iTunes” irányelvei szerint töltötték fel, míg a morán 24bit/96 kHz FLAC veszteségmentes formátumban is elérhető. A kiadvány dalait a Yamaha Music Media Corporation kottákba rendezte, majd 2014. december 9-én könyvbe gyűjtve jelentette meg azokat.
Az együttes az album népszerűsítése érdekében indította a Scandal World Tour 2015: Hello World elnevezésű világ körüli turnét, amely során 9 országban 41 koncertet adtak. A zenekar a turné keretében adott először önálló szólókonceret Óita, Siga, Ibaraki és Okinava prefektúrákban, illetve Franciaországban, az Egyesült Királyságban, Németországban, az Egyesült Államokban és Mexikóban. A turnéra körülbelül 80 000 jegyet adtak el. A koncertsorozat alatt vették fel a Hello World című dokumentumfilmjüket is.

## Kompozíció

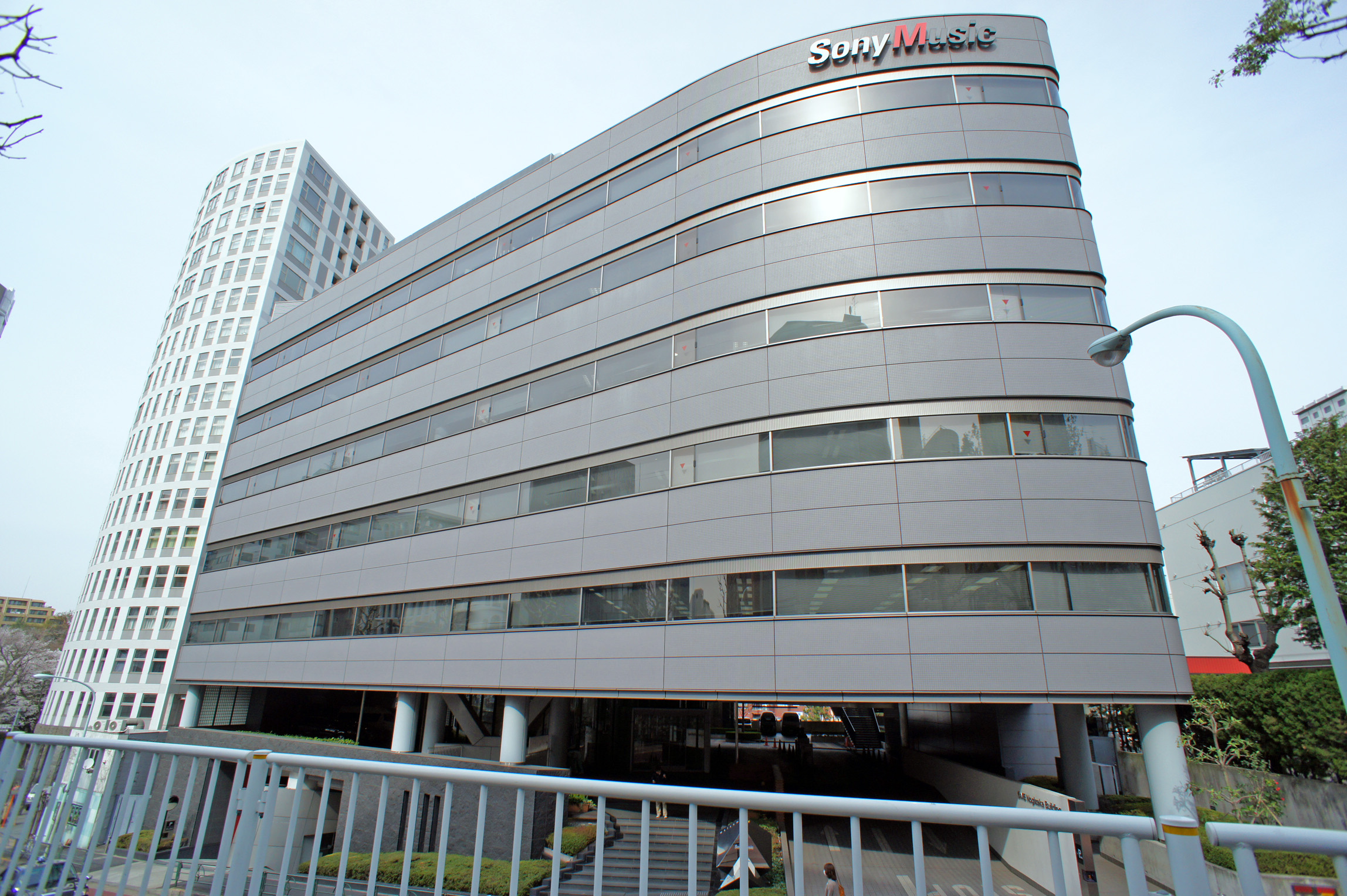
Az albumot az SME Nogizaka épületében, a Sony Music Studios Tokyóban maszterelték

Az albumon tizenhárom zeneszám kapott helyet, melyeket három dal kivételével mind az együttes szerzett. A kiadvány első dalának az együttes huszonharmadik kislemezét, az Image-t választották, ami egy „izgalmas, üdítő és őszinte dal”. A Your Songot az NHK televízióadó J-Melo című zenei sorozatának keretében, a rajongók ötleteit felhasználva írták, dalszövege földhözragadt, inspiráló jellegű. A Love in Actionnel Szaszazaki 8 ütem vagy 44-es ütemnem nélküli dalt akart írni. Az ének-, gitár- és basszusgitár-, illetve dobsávok mind ütemen kívül vernek, melyet a D-Beam hangzásával tovább fűszereztek. A zenekar a 2014-es évet a Departure-rel nyitotta, ami ugyan egy „tavaszi dal”, azonban mind a négy évszak varázsát magával hordozza és az együttesnek egyfajta biztonságérzetet nyújt, mintha már hosszú ideje megírták volna. A Graduationt Ono írta, ez volt az első alkalom, hogy egy szám zenéjét is saját maga komponálta. Ono a dalt mindenképpen könnyen énekelhetőnek akarta megírni, a hangnemeket és a dallamíveket alaposan összekeverték benne. Szuzuki szerint ennél a dalnál sokkal jobban előtérbe kerül Ono nőiességé és zenei gyökerei, mint bármely korábbi számuknál. A Joake no rjúszeigunt olyan dalnak tervezték, ami a korábbi Pokémon-dalokhoz hasonlóan emlékezetes marad, amiről felnőttként is álmodozhatnak az emberek. Az Onegai Navigation az Avanai cumori no, genki de ne folytatása, és mivel a Scandal tagjai a számot a jogosítványuk megszerzésének idejében írták, ezért az autó központi szerepet tölt be benne. A Runners High egy koncertdal, melynek szövege arra utal, hogy az együttes ugyan elérte a független korszakuk óta dédelgetett álmukat, az Osaka-jo Hallban történő fellépést, azonban ez csak a kiindulópontot jelenti számunkra. A Hon vo jomut Szaszazaki írta az „elkezded kedvelni azokat a dolgokat, amiket az általad kedvelt személy is kedvel” gondolatmenet mentén. A számot Szaszazaki énekli, a többi három tag harmonizál a refrén alatt. A Kan Beer romantikus dalnak indult melynek főszereplője egy italozó lány lett volna, azonban Ogava egy televíziós sörreklámból ihletet merítve egy hozzá hasonló, az alkoholt nem bíró lányt állított a cselekmény középpontjába. A Winter Storyt Szuzuki meleg téli dalnak írta azon felocsúdva, hogy az összes korábbi szerzeménye nyári szám. A dal egy évekig együtt élő pár kapcsolatának végéről szól, akik tudják mi fán terem a keserédesség. A szám refrénjét Szuzuki már jóval korábban megírta. Az Ojaszumi azon kevés Scandal-dal közé tartozik, melyeket elsősorban Szuzuki énekel. Stílusa shoegazing, változatlan dallammal, illetve változó vonósokkal és ritmusszekcióval. Az Ojaszumin Szuzuki gitározik is. Az album záródalát, a Place of Life-ot Komuro Tecuja írta, az élet szerteágazó témája körül forog.

## Fogadtatás

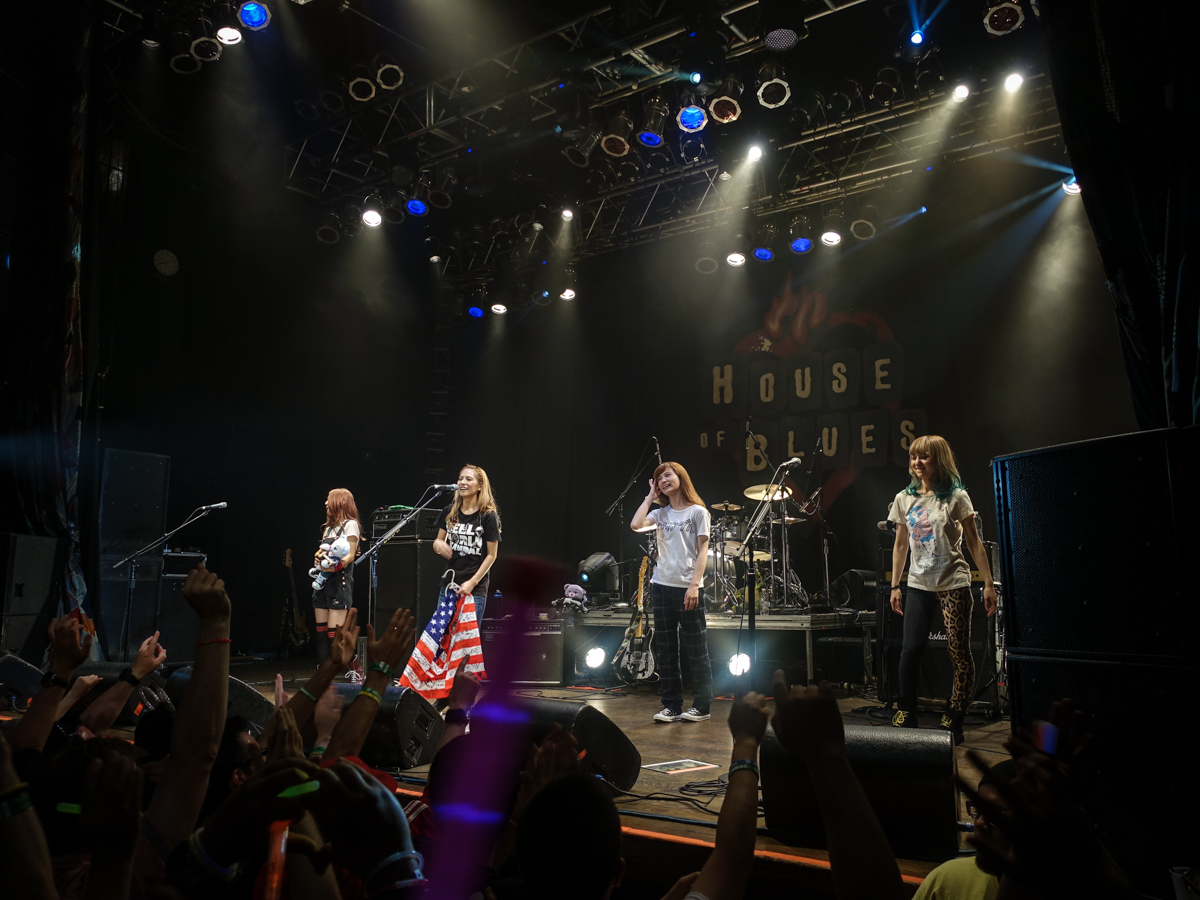
Az együttes az album népszerűsítésére rendezett koncertsorozat anaheimi állomásán

Egy 2016-os rajongói felmérés szerint a Hello World az együttes legkedveltebb albuma, illetve a kiadvány Departure (4.), Image (6.), Hon vo jomu (10.), Stamp! (11.), Your Song (18.) és az Ojaszumi (19.) című dala is a zenekar húsz legkedveltebb zeneszáma között szerepelt. Ezek mellett a japán rajongók az Image (4.), a Your Song (5.), Departure (7.) és a Stamp! (8.) című dalokat ajánlják a külföldieknek, valamint közülük sok a lemez egyik számának meghallgatása után lett rajongó. A rajongók szavazata alapján a Departure a negyedik legnépszerűbb dal lett, a Scandal válogatásalbum számválasztásán.

### Kereskedelmi fogadtatás
A Hello World a harmadik helyen debütált a japán Oricon albumlistáján, megjelenésének hetében 35 699 példányt adtak el belőle a szigetországban. Azzal, hogy az album bekerült a legjobb öt közé tovább erősítette az együttes a saját rekordját; ők az Oricon történelmének egyetlen csak nőkből álló hangszeres együttese, melynek debütáló albumuktól kezdve hat egymást követő nagylemezük is a legjobb öt között szerepelt. A rivális eladáskövetési iroda, a SoundScan Japan adatai szerint az album első heti eladásainak legnagyobb részét a korlátozott példányszámú kiadás tette ki 21 565 példánnyal. Ezzel szemben a teljes gyártási kiadásból 8 120 példány fogyott, míg a normál kiadásból nem kelt el elég, hogy felkerüljön a legjobb húsz közé. Második hetében az album a tizenkilencedik helyre esett vissza az Oriconon és 4 845 példány kelt el belőle. Harmadik hetében a negyvenötödik, míg a negyedikben a hatvanhetedik helyre esett vissza 2 229, illetve 1 734 eladott példánnyal. Ötödik hetében az album a negyvenkilencedik helyre kapaszkodott fel 1 422 eladott példánnyal, a következő hetekben a hatvannegyedik, a nyolcvanhetedik, a százharminckettedik, a kétszáztizennegyedik helyre esett vissza 891, 722, 518, illetve 411 példánnyal, majd a tizedik héten a kétszázkettedik helyre kapaszkodott vissza 338 példánnyal, hogy utána a kétszáztizenharmadik, majd a kétszáznegyvenhatodik helyre essen vissza 323, illetve 270 darabbal. A Hello World a tizedik helyen mutatkozott be az Oricon havi albumlistáján 44 507 példánnyal. Az album a 153. helyezést érte el az Oricon 2014 év végi összesítő albumlistáján 35 699 példánnyal. A Hello Worldből tizenkét hét alatt összesen 49 402 példány kelt Japánban, ezzel az eladások tekintetében az együttes addigi legkevésbé sikeres stúdióalbuma lett. A lemez a negyedik helyen mutatkozott be a Billboard Japan albumlistáján, majd a következő hetekben a tizenkilencedik, a harmincnyolcadik, a hatvankettedik és a nyolcvanhatodik helyre csúszott vissza.
Az album a dél-koreai Kaon nemzetközi albumlistájára is felkerült a harminckettedik, illetve a kanadai iTunes Store világzenei albumlistájára az első helyen.

## Kislemezek
A Hello World megjelenése előtt öt kislemezt másoltak ki róla, utolsó kettő az album megjelenése előtt két héttel jelent meg. A kiadvány első kislemeze a Runners High a Count Zero/Runners High (Szengoku Basara 4 EP) című T.M.Revolutionnel közös split lemezen jelent meg 2014. február 12-én, amely tartalmazza a Szengoku Basara 4 című hack and slash videójáték főcím (Count Zero) és zárőfőcím dalát (Runners High). A kislemez az ötödik helyen mutatkozott be az Oricon heti kislemezlistáján 30 178 példánnyal. A Runners High csak a 76. helyezést érte el a Billboard Japan Hot 100-as listáján, ezzel az együttes addigi legsikertelenebb dala lett a listán.
Az album második kislemeze Departure címmel jelent meg 2014. április 23-án. A dal az eredeti tervek szerint nem került volna kereskedelmi forgalomba, kizárólag az első kislemezük megjelenésének, illetve az első Osaka-jo Hall-i fellépésük évfordulójának megünnepléseként töltötték fel az együttes YouTube-csatornájára, 24 óra erejéig. Mivel a dal csak korlátozott ideig volt elérhető, ezért a rajongók hangot adtak annak hivatalos megjelenése mellett, így az vezette a USEN Hit J-pop kívánságlistáját és a RecoChoku „legújabb slágerek, amiket jó a városban hallgatni” listáját is. 2014. március 21-én a rajongók követeléseinek eleget téve bejelentették a kislemez hivatalos megjelenését. A dal az ötödik helyen mutatkozott be az Oricon heti listáján 30 953 példánnyal, a Billboard Japan Hot 100-as listáján a harmadik helyig jutott. A Runners High és a Departure kislemez fizikai formában is megjelent Japánon kívül, Thaiföldön is, erre a Sódzso S című daluk 2009-es hongkongi megjelenése óta nem volt példa.
A kiadvány harmadik kislemezeként jelent meg a Joake no rjúszeigun 2014. július 16-án. A lemez címadó dalát a Pokémon the Movie XY: Hakai no maju to Diancie című animefilm zárófőcím-dalának választották. A dal az ötödik helyen mutatkozott be az Oricon heti listáján 32 013 eladott példánnyal. A kislemezből összesen 42 967 fizikai példányt adtak el Japánban, ezzel az együttes addigi legsikeresebb kislemeze lett és a 2013 elején megjelent Avanai cumori no, genki de ne című daluk után ez lett a második, amelyből több, mint 40 000 példányt adtak el. A Joake no rjúszeigun a harmadik helyezést érte el a Billboard Japan Hot 100-as listáján is, míg az animelistát vezette, így jelölték őket az év animációs előadójának járó díjra a 2014-es Billboard Japan Music Awards zenei díjátadón. A Hello World albumra a kislemez B-oldalas száma, a J-Melo televíziós sorozat zárófőcím-dalaként is használt, a rajongók ötleteit felhasználva írt Your Song is felkerült.
A nagylemez negyedik és ötödik kislemeze Image, illetve Place of Life címmel jelent meg 2014. november 19-én, két héttel az album megjelenése előtt, utóbbi promóciós kislemez formájában. Az Image a 2014-es IWCC női labdarúgó-klubvilágbajnokság hivatalos „éljenző dala” volt. Az Image a tizennegyedik helyen mutatkozott be az Oricon heti listáján 12 245 eladott példánnyal. A dal a Billboard Japan Hot 100-as listájára is felkerült, szintén a tizennegyedik helyen. A Hello World mindhárom főkislemeze igen szépen teljesített a zenekar fő célközönségén kívül eső idősebb korosztálynál, a Departure a tizedik, a Joake no rjúszeigun a nyolcadik, míg az Image a tizenötödik helyet érte el a Billboard Japan Adult Contemporary slágerlistáján, ezzel az együttes három addigi legjobban teljesítő dala lettek a listán.

## Számlista
| CD    | CD                                                               | CD                      | CD                             | CD                    | CD    | CD | CD | CD | CD |
|       | Cím                                                              | Dalszöveg               | Zene                           | Hangszerelő           | Hossz |    |    |    |    |
| ----- | ---------------------------------------------------------------- | ----------------------- | ------------------------------ | --------------------- | ----- | -- | -- | -- | -- |
| 1.    | Image                                                            | Mami                    | Mami                           | Kavagucsi Keita       | 4:26  |    |    |    |    |
| 2.    | Your Song                                                        | Scandal                 | Scandal                        | Kavagucsi Keita       | 3:43  |    |    |    |    |
| 3.    | love in action                                                   | Mami                    | Mami                           | Mami, Kavagucsi Keita | 3:22  |    |    |    |    |
| 4.    | Departure                                                        | Mami                    | Mami                           | Kameda Szeidzsi       | 4:40  |    |    |    |    |
| 5.    | Graduation (Haruna szóló)                                        | Haruna                  | Haruna                         | Acusi                 | 4:23  |    |    |    |    |
| 6.    | Joake no rjúszeigun (夜明けの流星群; Hajnali meteorzápor)        | Tomomi, Tanaka Hidenori | Tanaka Hidenori                | Tanaka Hidenori       | 4:41  |    |    |    |    |
| 7.    | Onegai Navigation (お願いナビゲーション; Útbaigazítást, kérlek!) | Rina                    | Mami                           | Mami, Kavagucsi Keita | 3:00  |    |    |    |    |
| 8.    | Runners high                                                     | Haruna                  | Tadzsika Júicsi                | Odakura Jú            | 3:55  |    |    |    |    |
| 9.    | Hon vo jomu (本を読む; Olvasni egy könyvet, Mami szóló)          | Mami                    | Mami                           | Mami, Kavagucsi Keita | 3:34  |    |    |    |    |
| 10.   | Kan Beer (缶ビール; Dobozos sör, Tomomi szóló)                   | Tomomi                  | Tomomi                         | Kavagucsi Keita       | 4:01  |    |    |    |    |
| 11.   | Winter story                                                     | Rina                    | Mami, Rina                     | Siraisi Szatori       | 3:41  |    |    |    |    |
| 12.   | Ojaszumi (おやすみ; Jó éjszakát!, Rina szóló)                    | Rina                    | Rina                           | Kavagucsi Keita       | 4:38  |    |    |    |    |
| 13.   | place of life (feat. Tetsuya Komuro)                             | Komuro Tecuja           | Komuro Tecuja, Kavagucsi Keita | Kavagucsi Keita       | 5:14  |    |    |    |    |
| 53:08 |                                                                  |                         |                                |                       |       |    |    |    |    |

| Bónuszszámok az európai CD-kiadáson | Bónuszszámok az európai CD-kiadáson                             | Bónuszszámok az európai CD-kiadáson | Bónuszszámok az európai CD-kiadáson | Bónuszszámok az európai CD-kiadáson | Bónuszszámok az európai CD-kiadáson | Bónuszszámok az európai CD-kiadáson | Bónuszszámok az európai CD-kiadáson | Bónuszszámok az európai CD-kiadáson | Bónuszszámok az európai CD-kiadáson |
|                                     | Cím                                                             | Dalszöveg                           | Zene                                | Hangszerelő                         | Hossz                               |                                     |                                     |                                     |                                     |
| ----------------------------------- | --------------------------------------------------------------- | ----------------------------------- | ----------------------------------- | ----------------------------------- | ----------------------------------- | ----------------------------------- | ----------------------------------- | ----------------------------------- | ----------------------------------- |
| 14.                                 | Rainy                                                           | Rina                                | Scandal                             | Scandal                             | 3:51                                |                                     |                                     |                                     |                                     |
| 15.                                 | Nai nai Night 2014 (ないないNight 2014; Éjszaka, nem nem! 2014) | Tomomi                              | Tomomi                              | Scandal                             | 2:45                                |                                     |                                     |                                     |                                     |
| 59:44                               |                                                                 |                                     |                                     |                                     |                                     |                                     |                                     |                                     |                                     |

| DVD   | DVD                               | DVD   | DVD | DVD | DVD | DVD | DVD | DVD | DVD |
|       | Cím                               | Hossz |     |     |     |     |     |     |     |
| ----- | --------------------------------- | ----- | --- | --- | --- | --- | --- | --- | --- |
| 1.    | Scandal Talking About Hello World | 51:25 |     |     |     |     |     |     |     |
| 51:25 |                                   |       |     |     |     |     |     |     |     |

## Slágerlista-helyezések
| Album                               | Album                              | Album                | Album |
| Ország                              | Toplista                           | Legmagasabb helyezés |       |
| ----------------------------------- | ---------------------------------- | -------------------- | ----- |
| Japán                               | Oricon napi albumlista             | 2                    |       |
| Japán                               | Oricon heti albumlista             | 3                    |       |
| Japán                               | Oricon havi albumlista             | 10                   |       |
| Japán                               | Oricon évi albumlista              | 153                  |       |
| Japán                               | SoundScan albumlista (CD+DVD)      | 4                    |       |
| Japán                               | SoundScan albumlista (CD+t-ing)    | 11                   |       |
| Japán                               | Billboard Japan Top Albums         | 4                    |       |
| Dél-Korea                           | Kaon nemzetközi albumlista         | 32                   |       |
| Kanada                              | iTunes Store világzenei albumlista | 1                    |       |
| Kislemezek/egyéb slágerlistás dalok |                                    |                      |       |
| Dal                                 | Toplista                           | Legmagasabb helyezés |       |
| Runners high                        |                                    |                      |       |
| Oricon                              | 5                                  |                      |       |
| Billboard Japan Hot 100             | 76                                 |                      |       |
| Departure                           |                                    |                      |       |
| Oricon                              | 5                                  |                      |       |
| Billboard Japan Hot 100             | 3                                  |                      |       |
| Joake no rjúszeigun                 |                                    |                      |       |
| Oricon                              | 5                                  |                      |       |
| Billboard Japan Hot 100             | 3                                  |                      |       |
| RTHK J-pop Chart (Hongkong)         | 1                                  |                      |       |
| Image                               |                                    |                      |       |
| Oricon                              | 14                                 |                      |       |
| Billboard Japan Hot 100             | 14                                 |                      |       |
| RTHK J-pop Chart (Hongkong)         | 1                                  |                      |       |

| Hé | Ke | Sze | Csü | Pé | Szo | Va | Heti helyezés | Eladások | Forrás |
| -- | -- | --- | --- | -- | --- | -- | ------------- | -------- | ------ |
| X  | 2  | 2   | 4   | 4  | 5   | 7  | 3             | 35 699   | [ 40 ] |
| 7  | 25 | 17  | 18  | 21 | 21  | 24 | 19            | 4 845    | [ 42 ] |
| 16 | —  | 42  | 35  | —  | —   | —  | 45            | 2 229    | [ 43 ] |
| —  | —  | —   | —   | —  | —   | —  | 67            | 1 734    | [ 44 ] |
| —  | —  | —   | —   | —  | —   | —  | 49            | 1 422    | [ 45 ] |
| —  | —  | —   | —   | —  | —   | —  | 64            | 891      | [ 44 ] |
| —  | —  | —   | —   | —  | —   | —  | 87            | 722      | [ 44 ] |
| —  | —  | —   | —   | —  | —   | —  | 132           | 518      | [ 44 ] |
| —  | —  | —   | —   | —  | —   | —  | 214           | 411      | [ 44 ] |
| —  | —  | —   | —   | —  | —   | —  | 202           | 338      | [ 44 ] |
| —  | —  | —   | —   | —  | —   | —  | 213           | 323      | [ 44 ] |
| —  | —  | —   | —   | —  | —   | —  | 246           | 270      | [ 44 ] |

### Eladási adatok
| Ország | Megjelenés        | Albumlista                       | Legjobb helyezés | Eladások | Összeladás | Hét |
| ------ | ----------------- | -------------------------------- | ---------------- | -------- | ---------- | --- |
| Japán  | 2014. december 3. | Napi albumlista                  | 2                | 18 967   | 49 402     | 12  |
| Japán  | 2014. december 3. | Heti albumlista                  | 3                | 35 699   | 49 402     | 12  |
| Japán  | 2014. december 3. | Havi albumlista (2014. december) | 10               | 44 507   | 49 402     | 12  |
| Japán  | 2014. december 3. | Évi albumlista (2014)            | 153              | 35 699   | 49 402     | 12  |

## Megjelenések
| Régió                     | Dátum                         | Formátum                               | Katalógusszám | Kiadó     |
| ------------------------- | ----------------------------- | -------------------------------------- | --- | --------- |
| Japán                     | 2014. december 3.             | CD, 2×12″-es vinyl, digitális letöltés | ESCL–4322/3 (CD+t-ing) ESCL–4324/5 (CD+DVD) ESCL–4326 (CD/kölcsönzői CD) ESJL–3085/6 (2×12″-es vinyl) 4988010065874 (DL, mora) 4988010065805 (24/96 DL, mora) 937664472 (DL, iTunes) A1001355385 (DL, RecoChoku)         | Sony/Epic |
| Japán                     | 2014. december 20.            | kölcsönzői CD                          | ESCL–4322/3 (CD+t-ing) ESCL–4324/5 (CD+DVD) ESCL–4326 (CD/kölcsönzői CD) ESJL–3085/6 (2×12″-es vinyl) 4988010065874 (DL, mora) 4988010065805 (24/96 DL, mora) 937664472 (DL, iTunes) A1001355385 (DL, RecoChoku)         | Sony/Epic |
| Hongkong                  | 2014. december 3.             | CD, digitális letöltés                 | 88875050232 (CD+DVD) 942596725 (DL, iTunes) | Sony/Epic |
| Tajvan                    | 2014. december 3.             | digitális letöltés                     | 942596725 (DL, iTunes) | Sony/Epic |
| Makaó                     | 2014. december 3.             | digitális letöltés                     | 942596725 (DL, iTunes) | Sony/Epic |
| Szingapúr                 | 2014. december 3.             | digitális letöltés                     | 942596725 (DL, iTunes) | Sony/Epic |
| Malajzia                  | 2014. december 3.             | digitális letöltés                     | 942596725 (DL, iTunes) | Sony/Epic |
| Thaiföld                  | 2014. december 3.             | digitális letöltés                     | 942596725 (DL, iTunes) | Sony/Epic |
| Fülöp-szigetek            | 2014. december 3.             | digitális letöltés                     | 942596725 (DL, iTunes) | Sony/Epic |
| Indonézia                 | 2014. december 3.             | digitális letöltés                     | 942596725 (DL, iTunes) | Sony/Epic |
| India                     | 2014. december 3.             | digitális letöltés                     | 942596725 (DL, iTunes) | Sony/Epic |
| Vietnám                   | 2014. december 3.             | digitális letöltés                     | 942596725 (DL, iTunes) | Sony/Epic |
| Kambodzsa                 | 2014. december 3.             | digitális letöltés                     | 942596725 (DL, iTunes) | Sony/Epic |
| Laosz                     | 2014. december 3.             | digitális letöltés                     | 942596725 (DL, iTunes) | Sony/Epic |
| Brunei                    | 2014. december 3.             | digitális letöltés                     | 942596725 (DL, iTunes) | Sony/Epic |
| Srí Lanka                 | 2014. december 3.             | digitális letöltés                     | 942596725 (DL, iTunes) | Sony/Epic |
| Mikronézia                | 2014. december 3.             | digitális letöltés                     | 942596725 (DL, iTunes) | Sony/Epic |
| Nepál                     | 2014. december 3.             | digitális letöltés                     | 942596725 (DL, iTunes) | Sony/Epic |
| Pápua Új-Guinea           | 2014. december 3.             | digitális letöltés                     | 942596725 (DL, iTunes) | Sony/Epic |
| Fidzsi-szigetek           | 2014. december 3.             | digitális letöltés                     | 942596725 (DL, iTunes) | Sony/Epic |
| Amerikai Egyesült Államok | 2014. december 3.             | digitális letöltés                     | 943092143 (DL, iTunes) | Sony/Epic |
| Kanada                    | 2014. december 3.             | digitális letöltés                     | 943092143 (DL, iTunes) | Sony/Epic |
| Argentína                 | 2014. december 3.             | digitális letöltés                     | 943092143 (DL, iTunes) | Sony/Epic |
| Brazília                  | 2014. december 3.             | digitális letöltés                     | 943092143 (DL, iTunes) | Sony/Epic |
| Chile                     | 2014. december 3.             | digitális letöltés                     | 943092143 (DL, iTunes) | Sony/Epic |
| Kolumbia                  | 2014. december 3.             | digitális letöltés                     | 943092143 (DL, iTunes) | Sony/Epic |
| Mexikó                    | 2014. december 3.             | digitális letöltés                     | 943092143 (DL, iTunes) | Sony/Epic |
| Peru                      | 2014. december 3.             | digitális letöltés                     | 943092143 (DL, iTunes) | Sony/Epic |
| Ausztrália                | 2014. december 3.             | digitális letöltés                     | 943092143 (DL, iTunes) | Sony/Epic |
| Új-Zéland                 | 2014. december 3.             | digitális letöltés                     | 943092143 (DL, iTunes) | Sony/Epic |
| Ausztria                  | 2014. december 3.             | digitális letöltés                     | 948364078 (DL, iTunes) | JPU       |
| Belgium                   | 2014. december 3.             | digitális letöltés                     | 948364078 (DL, iTunes) | JPU       |
| Bulgária                  | 2014. december 3.             | digitális letöltés                     | 948364078 (DL, iTunes) | JPU       |
| Ciprus                    | 2014. december 3.             | digitális letöltés                     | 948364078 (DL, iTunes) | JPU       |
| Csehország                | 2014. december 3.             | digitális letöltés                     | 948364078 (DL, iTunes) | JPU       |
| Dánia                     | 2014. december 3.             | digitális letöltés                     | 948364078 (DL, iTunes) | JPU       |
| Észak-Írország            | 2014. december 3.             | digitális letöltés                     | 948364078 (DL, iTunes) | JPU       |
| Észtország                | 2014. december 3.             | digitális letöltés                     | 948364078 (DL, iTunes) | JPU       |
| Fehéroroszország          | 2014. december 3.             | digitális letöltés                     | 948364078 (DL, iTunes) | JPU       |
| Finnország                | 2014. december 3.             | digitális letöltés                     | 948364078 (DL, iTunes) | JPU       |
| Franciaország             | 2014. december 3.             | digitális letöltés                     | 948364078 (DL, iTunes) | JPU       |
| Görögország               | 2014. december 3.             | digitális letöltés                     | 948364078 (DL, iTunes) | JPU       |
| Lengyelország             | 2014. december 3.             | digitális letöltés                     | 948364078 (DL, iTunes) | JPU       |
| Lettország                | 2014. december 3.             | digitális letöltés                     | 948364078 (DL, iTunes) | JPU       |
| Litvánia                  | 2014. december 3.             | digitális letöltés                     | 948364078 (DL, iTunes) | JPU       |
| Luxemburg                 | 2014. december 3.             | digitális letöltés                     | 948364078 (DL, iTunes) | JPU       |
| Magyarország              | 2014. december 3.             | digitális letöltés                     | 948364078 (DL, iTunes) | JPU       |
| Málta                     | 2014. december 3.             | digitális letöltés                     | 948364078 (DL, iTunes) | JPU       |
| Moldova                   | 2014. december 3.             | digitális letöltés                     | 948364078 (DL, iTunes) | JPU       |
| Németország               | 2014. december 3.             | digitális letöltés                     | 948364078 (DL, iTunes) | JPU       |
| Norvégia                  | 2014. december 3.             | digitális letöltés                     | 948364078 (DL, iTunes) | JPU       |
| Olaszország               | 2014. december 3.             | digitális letöltés                     | 948364078 (DL, iTunes) | JPU       |
| Örményország              | 2014. december 3.             | digitális letöltés                     | 948364078 (DL, iTunes) | JPU       |
| Hollandia                 | 2014. december 3.             | digitális letöltés                     | 948364078 (DL, iTunes) | JPU       |
| Portugália                | 2014. december 3.             | digitális letöltés                     | 948364078 (DL, iTunes) | JPU       |
| Románia                   | 2014. december 3.             | digitális letöltés                     | 948364078 (DL, iTunes) | JPU       |
| Spanyolország             | 2014. december 3.             | digitális letöltés                     | 948364078 (DL, iTunes) | JPU       |
| Svédország                | 2014. december 3.             | digitális letöltés                     | 948364078 (DL, iTunes) | JPU       |
| Svájc                     | 2014. december 3.             | digitális letöltés                     | 948364078 (DL, iTunes) | JPU       |
| Szlovákia                 | 2014. december 3.             | digitális letöltés                     | 948364078 (DL, iTunes) | JPU       |
| Szlovénia                 | 2014. december 3.             | digitális letöltés                     | 948364078 (DL, iTunes) | JPU       |
| Egyesült Királyság        | 2014. december 3.             | digitális letöltés                     | 948364078 (DL, iTunes) | JPU       |
| Oroszország               | 2014. december 3.             | digitális letöltés                     | 948364078 (DL, iTunes) | JPU       |
| Dél-Korea                 | 2014. december 5.             | CD, digitális letöltés                 | S50434C (CD) 2293657 (DL, Melon) 391875 (DL, Mnet) 468502 (DL, Bugs) 80488310 (DL, Olleh) JA0008831 (DL, Soribada) 80488310 (DL, Genie) 468092 (DL, Naver) 796567 (DL, Daum) 15469752 (DL, Cyworld) 267016 (DL, Monkey3) | Sony/Epic |
| Tajvan                    | 2014. december 5.             | CD                                     | 88875050232 (CD+DVD) | Sony/Epic |
| Thaiföld                  | 2014. december 25.            | CD                                     | 88875050972 (CD) | BEC-TERO  |
| Indonézia                 | 2014. december                | CD                                     | 88875050972 (CD) | Sony/Epic |
| Európa                    | 2015. január 19.              | CD                                     | JPU 008 (CD) | JPU       |
| Mexikó                    | 2015. március 9. (újrakiadás) | digitális letöltés                     | 942596725 (DL, iTunes) | Sony/Epic |
| Mexikó                    | 2015. december                | CD                                     | ? | Sony/Epic |

## Közreműködők
Scandal
- Ono Haruna — vokál, gitár (1–11, 13–15), güiró (15), dalszöveg (5, 8), zene (5)
- Szaszazaki Mami — vokál, háttérvokál, gitár (1–15), szintetizátor, furulya (15), dalszöveg (1, 3, 4, 9), zene (1, 3, 4, 9, 11), hangszerelés (7, 9)
- Ogava Tomomi — vokál, basszusgitár (1–15), dalszöveg (6, 10, 15), csörgődob (15), zene (10, 15)
- Szuzuki Rina — vokál, dobok (1–15), mellotron (11), gitár (12), cajón (15), dalszöveg (7, 11, 12, 14), zene (11, 12)

Közreműködő zenészek
- Komuro Tecuja — szintetizátor (13)
- Taga Eiszuke — dugattyús síp (15)
- Az együttes menedzsmentjének tagjai — shaker (15)

Utómunkálatok
- Vezető producer: Muramacu Sunszuke, Aoki Szatosi (Epic Records Japan), Orimoto Júicsi (Kitty Entertainment Ltd.)
- Maszterelés: Csinone Júdzsi (Sony Music Studios Tokyo)
- Hangszerelés: Kavagucsi Keita (1, 2, 10, 12, 13), Kameda Szeidzsi (4, 6), Acusi (5), Odakura Jú (8), Siraisi Szatori (11)
- További hangszerelés: Kavagucsi Keita (3, 7, 9)
- Keverőmérnök: Joko Keita (1–3, 5, 7, 9–12), Makino „Q” Eidzsi (4, 6), Inoue Uni (8), Jan Fairchild (13)
- Hangszertechnikus: Mocsizuki Bunta, Oda Kóta (Sound Crew)

Csomagolás
- Művészeti vezető: Takao Júdzsi (Kannana Graphic)
- Koordináció: Jamatani Kóicsi (Kannana Graphic)
- Design: Kamata Szajuri (Kannana Graphic)
- Fényképészet: Nakano Hirohisza
- Styling: Ogava Kjóhei
- Haj és smink: Niva Hirokazu, Szugimoto Kazuhiro (maroonbrand)
- Díszletterv: Macumoto Csihiro (Art Breakers)

Az Epic Records Japan emberei
- A&R igazgató: Ogava Akito
- A&R promóció: Konja Juriko
- A&R producer: Okada Szen, Jamagucsi Ikuko
- A&R segéd: Sinkava Singo
- Médiapromóció: Iszebó Majuko, Muraki Akihito, Ikeda Rie, Inoue Maszaki, Itó Akiko, Morikava Akira
- Területi promóció: Szató Akiko, Takahama Nozomi, Hiszaizumi Júicsiró, Jamamoto Takako, Aojama Sóta, Kumahara Dzsunicsiró
- Tervezésbiztos: Hajasi Ikuo
- Kiadói adminisztráció: Szugita Kumiko, Takasima Miki, Mizuszava Szatomi, Takizava Haruna

A Kitty Entertainment Ltd. emberei
- Hangigazgató: Óhira Taicsi
- Menedzser: Taga Eiszuke, Jamamoto Arisza
- Concert Creative: Cucsija Fumihiko, Ogura Mikako
- Előadó promóciója: Takahasi Ajano, Siodzsi Kjóko
- Merchandise: Aihara Hirosi, Fudzsii Erina, Szakai Hibari
- Különleges tanácsadó: Taga Hidenori, Nagata Josihisza

A Sony Music Group emberei
- Eladásösztönző: Kanehira Hiromi, Szugamata Dai, Arai Csie, Kodama Minami (Sony Music Marketing)
- Webes promóció: Isikava Takuja, Cudzsi Szajaka (Sony Music Marketing)
- Nemzetközi promóció: Iszajama Ken, Siota Akira (Sony Music Entertainment)
- Zeneműkiadás: Ószaka Ei, Jaszui Niina (Sony Music Publishing)
- Üzleti ügyek: Takano Hitomi, Hakata Momoko (Sony Music Entertainment)
- Termék koordináció: Szugijama Csiho (Sony Music Communications)